# Eydhafushi
Eydhafushi (Dhivehi:  އޭދަފުށި) est une ville des Maldives, de la subdivision Baa dont elle constitue la localité la plus importante avec 2 530 habitants. Ceux-ci sont répartis sur une superficie de seulement 0,220 km2, soit une densité de 11 500 hab./km2.
La ville se trouve à environ 113 km de la capitale Malé.